# Ermenegildo Florit

Kardinalswappen von Ermenegildo Florit

Ermenegildo Kardinal Florit (* 5. Juli 1901 in Fagagna, Italien; † 8. Dezember 1985 in Florenz) war Erzbischof von Florenz.

## Leben
Ermenegildo Florit erhielt seine theologische und philosophische Ausbildung in Udine und Rom. Er empfing am 11. April 1925 das Sakrament der Priesterweihe und arbeitete nach Abschluss weiterführender Studien von 1927 bis 1929 als Gemeindeseelsorger in der Erzdiözese Udine. Von 1929 bis 1954 war er als Dozent an der Päpstlichen Lateranuniversität in Rom tätig, der er von 1951 bis 1954 als Dekan vorstand. Neben seiner Lehrtätigkeit nahm er in verschiedenen Gemeinden Roms seelsorgerische Aufgaben wahr. 1951 erhielt er die Ernennung zum Kanoniker der Markus-Basilika und den Ehrentitel eines Päpstlichen Hausprälaten.
1954 ernannte ihn Papst Pius XII. zum Titularerzbischof von Hierapolis in Syria und zum Koadjutorerzbischof des Erzbistums Florenz, dessen Erzbischof Ermenegildo Florit 1962 wurde. Die Bischofsweihe empfing er am 12. September 1954 durch Clemente Kardinal Micara, Kardinalsubdekan und Kardinalbischof von Velletri. Mitkonsekratoren waren Luigi Traglia, Titularerzbischof von Caesarea in Palaestina und Vizegerent im Bistum Rom, sowie Emilio Pizzoni, Bischof von Terracina, Priverno und Sezze. Ermenegildo Florit war in den Jahren 1962 bis 1965 als Konzilsvater an allen vier Sessionen des Zweiten Vatikanischen Konzil beteiligt und wurde am 22. Februar 1965 von Papst Paul VI. als Kardinalpriester mit der Titelkirche Santa Maria Regina Apostolorum in das Kardinalskollegium aufgenommen.
Kardinal Florit nahm an den beiden Konklaven des Jahres 1978 teil, aus denen die Päpste Johannes Paul I. und Johannes Paul II. hervorgingen.
Ermenegildo Florit starb am 8. Dezember 1985 in Florenz und wurde in der dortigen Kathedrale beigesetzt.